# Konrad Zuse

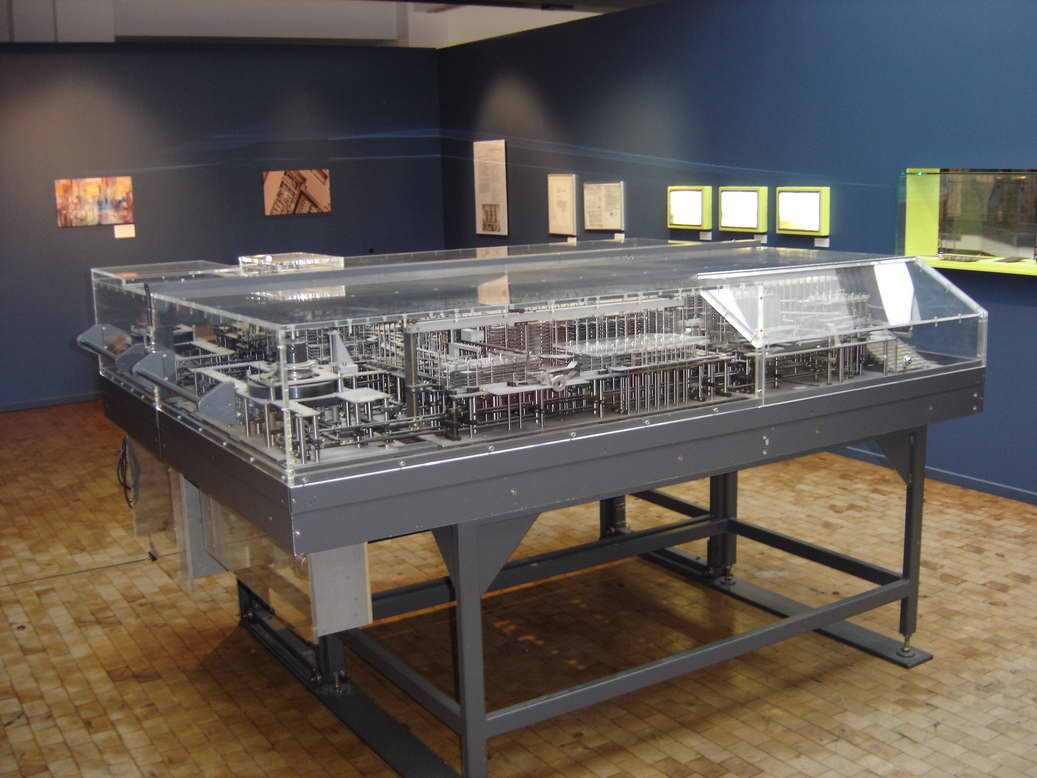
En modell av Zuse Z1 finns idag på Deutsches Technikmuseum Berlin.

Konrad Zuse, född 22 juni 1910 i Deutsch-Wilmersdorf, död 18 december 1995 i Hünfeld, var en tysk datalog och ingenjör.
Zuse byggde världens första fungerande, fritt programmerbara och helautomatiska dator, Z3, i sina föräldrars vardagsrum i Berlin år 1941. Han konstruerade också den första fritt programmerbara, binära datorn, Z1, som blev klar år 1938 och han konstruerade programspråket Plankalkül. Han studerade vid Technische Hochschule Berlin. Efter kriget startade Zuse företaget Zuse KG som tillverkade sammanlagt 251 datorer fram till 1967 då företaget köptes av Siemens AG.
I filmen Tron: Legacy finns en figur som är döpt efter Konrad Zuse som en hyllning till honom.